# Anastrepha alveatoides
Anastrepha alveatoides är en tvåvingeart som beskrevs av Blanchard 1961. Anastrepha alveatoides ingår i släktet Anastrepha och familjen borrflugor. Inga underarter finns listade i Catalogue of Life.